# Иньи (аббатство)
Иньи́ (фр. Igny), также известно как Валь-д’Иньи (фр. Val d’Igny) или Нотр-Дам-д’Иньи (фр. Notre-Dame d’Igny) — бывшее мужское цистерцианское, а ныне женское траппистское аббатство на северо-востоке Франции. Расположено в 3 км к югу от посёлка Арси-ле-Понсар (департамент Марна) и в 25 километрах к юго-западу от Реймса. Основано в 1128 году, ликвидировано во время революции в 1792 году. Монашеская жизнь возрождена с 1875 года, с 1929 года — женское аббатство ордена траппистов. Исторические постройки монастыря были почти полностью уничтожены немецкой армией во время первой мировой войны, в 20-е годы XX века монастырь был отстроен заново.

## История
В 1126 году аббат цистерцианского монастыря Клерво святой Бернард Клервоский выступил посредником в урегулировании споров в Шампани вокруг фигуры реймсского архиепископа Рено де Мартиньи. В благодарность архиепископ выделил землю под основание в Шампани нового цистерцианского аббатства. Устав монастыря, получившего имя Валь-д’Иньи или просто Иньи, был написан в 1126 году, но первые монахи из аббатства Клерво, ставшего для Иньи материнским аббатством, прибыли в Иньи в 1128 году.
Первым настоятелем Иньи стал Гумберт, бывший до этого приором у св. Бернарда в Клерво. После его смерти аббатство возглавил Геррик Иньийский (en:Guerric of Igny). В 1130 году состоялось освящение первой церкви. Монастырь быстро рос и богател, уже в XII веке он начал основывать дочерние аббатства, численность монахов доходила до 300 человек.
В XIV веке завершилось строительство основных зданий монастыря, в том числе большой монастырской церкви. Со времени Столетней войны начался постепенный упадок аббатства.

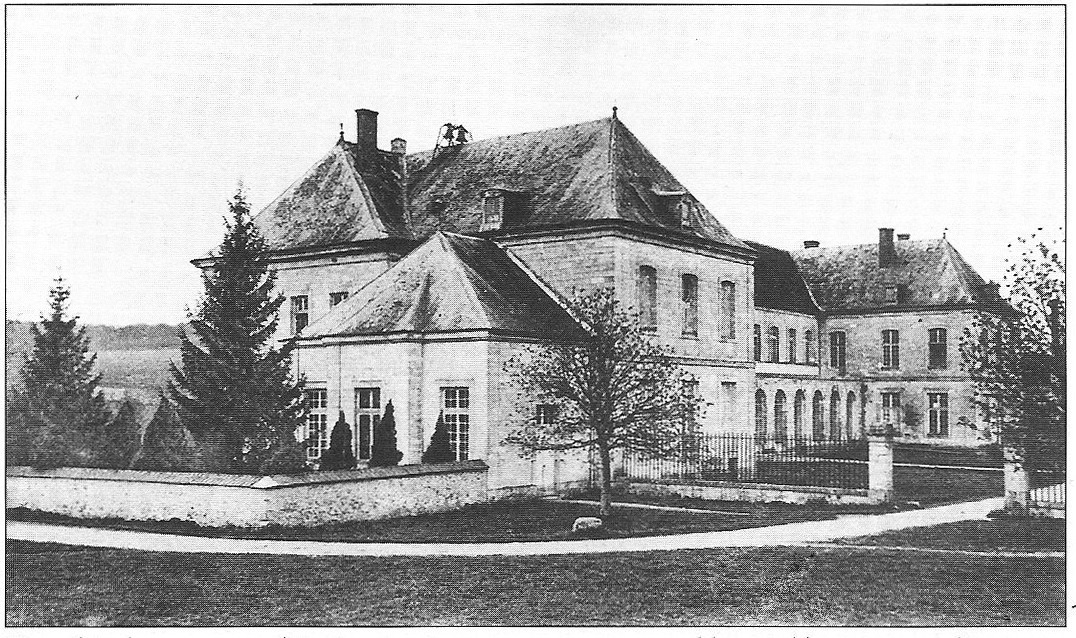
Фотография аббатства в конце XIX века

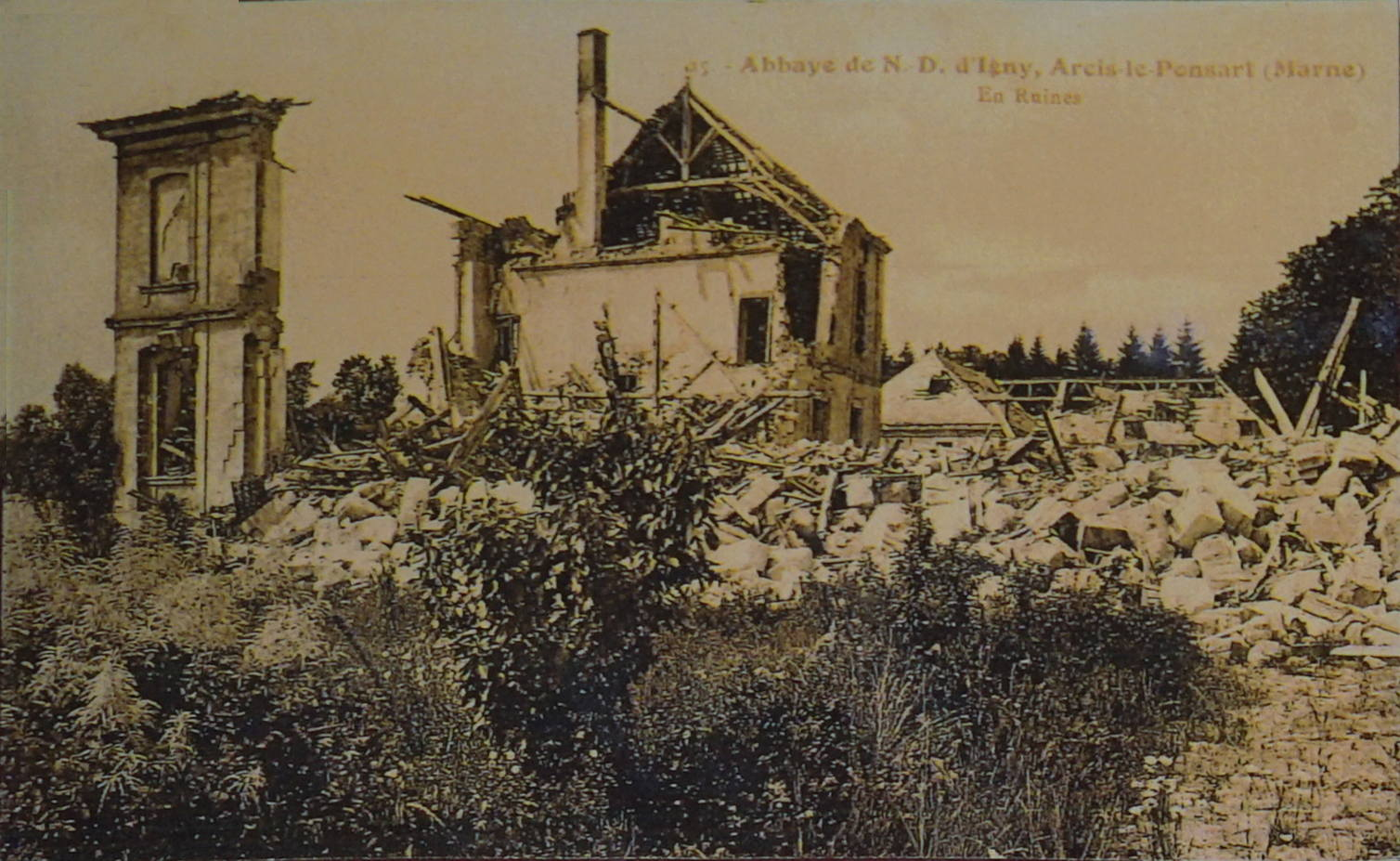
Руины аббатства после первой мировой войны

В 1448—1465 годах аббатом монастыря был Тибо де Люксембург, будущий кардинал. В 1545 году аббатство попало под режим комменды, было разграблено гугенотами в период религиозных войн во Франции.
Аббатство было закрыто, а здания проданы с аукциона во время Великой Французской революции в 1792 году. К моменту закрытия аббатства там оставалось только шесть монахов. Здания были куплены семьёй из Реймса с единственной целью — предотвратить их превращение в каменоломню.
В 1875 году архиепископ Реймса Бенуа-Мари Ланженьё инициировал выкуп Иньи из частной собственности с целью возродить там монашескую жизнь. В возрождённый монастырь прибыло около 30 траппистов, монахов и конверзов из аббатства Сент-Мари-дю-Дезер (fr:Abbaye Sainte-Marie du Désert) под Тулузой. С этого времени Иньи стал обителью траппистов, ордена цистерцианцев строгого соблюдения.
В 1914 году 22 монаха аббатства были эвакуированы перед приближающимися немецкими войсками. В 1918 году после поражения в битве на Марне немцы взорвали монастырь, от которого осталась груда развалин.
Последний мужской аббат монастыря Огюстен Марре во время войны был беженцем в Лавале. После войны, узнав, что у женской траппистской общины Лаваля есть планы основать новую обитель, он предложил возродить Иньи. Постройка зданий нового монастыря в Иньи была осуществлена в 1928—1929 годах. За образец были взяты строения старинного цистерцианского монастыря Лок-Дьё на юге Франции, а при строительстве использовались уцелевшие камни и фрагменты построек старого монастыря.
В 1929 году тридцать монахинь-трапписток переселились во вновь возведённый монастырь. В 2008 году было принято решение об объединении трёх общин трапписток на северо-востоке Франции Иньи, Бельваль и Грас-Дьё в одну общину в монастыре Иньи. В 2012 году к ним присоединилась также община из монастыря Юбекси

## Современное состояние

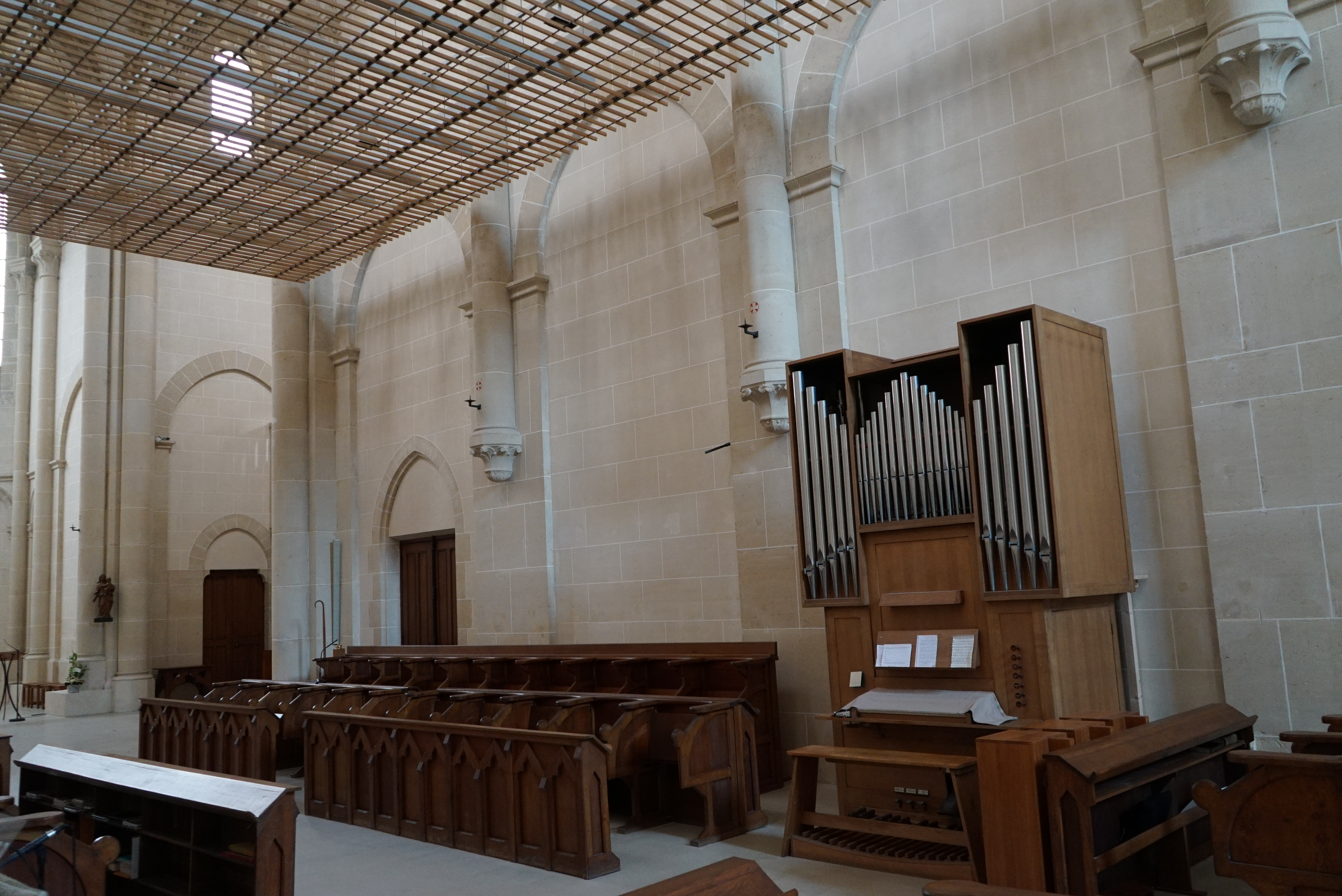
Орган монастырской церкви

Иньи — действующее женское аббатство ордена траппистов, насчитывающее несколько десятков сестёр. При монастыре действует шоколадная фабрика, где сёстры изготовляют традиционные для Шампани шоколадные изделия, которые могут приобрести посетители. Посещение монастыря возможно с туристическими целями, также монастырь принимает паломников, желающих некоторое время провести в молитве и тишине и познакомиться с жизнью и духовностью трапписток.